# TerrorMolins
O Molins Horror Film Festival ou apenas TerrorMolins é um festival de cinema de terror que se realiza todos os anos em Molins de Rei. Tudo começou em 1973 como um único evento chamado Setze hores de cine de terror (dezesseis horas de filmes de terror), que foi a primeira maratona de filmes na Península Ibérica totalmente dedicada ao cinema de terror.